# Ґален Марек
Ґален Марек (англ. Galen Marek), також відомий під кодовим ім'ям Старкіллер (англ. Starkiller) та Учень (англ. The Apprentice) — антигерой, джедай із усесвіту «Зоряних воєн», створений компанією LucasArts у співпраці з Dark Horse Comics, Lego, Hasbro і Del Rey Books. Протагоніст медіапроєкту Star Wars: The Force Unleashed. Прототипом моделі Старкіллера є американський актор Сем Вітвер, який подарував персонажу риси зовнішності та голос . Після того, як Дарт Вейдер убив батька Ґалена, хлопчик ріс під наглядом владики ситхів і став його таємним учнем під назвою «Старкіллер» . Вітвер не вважає персонажа політичним убивцею, він описує його як «Куля руйнівної сили».
Старкіллер отримав позитивні відгуки критиків від порталу IGN, де його роль The Force Unleashed назвали «приємною і завершеною». Його образ загалом похвалили оглядачі Game Informer, UGO Networks та GameDaily. Ресурс GamesRadar розкритикував зовнішній дизайн персонажа. На сайті GameSpot у голосуванні «Найкращий персонаж відеоігор усіх часів» Старкіллер програв у першому ж раунді Ніко Беллику.

## Історія створення
Джордж Лукас попросив команду, яка працює над проєктом The Force Unleashed, створити абсолютно нового персонажа — якогось доброзичливого Ситха. Перш, ніж у них вийшла відома версія Старкіллера, розробники запропонували безліч ідей: контрабандист, подібний до Хана Соло, герой-повстанець Вукі, якийсь «останній Скайуокер» (англ. "the last Skywalker") і найманець з безліччю різних пристосувань. При розробці образу Старкіллера було враховано відгуки від різних тестерів і людей компанії LucasArts. Розробники свідомо вирішили не називати його справжнє ім'я у грі, але Шон Вільямс, на правах автора роману, вирішив, що у персонажа має бути ім'я. У результаті романі було використано ім'я «Ґален Марек».
Ґален Марек був створений як протилежність Люка Скайвокера, а його ім'я походить від «Еннікін Старкіллер» (англ. «Annikin Starkiller») — імені Люка Скайуокера в ранній версії сценарію фільму «Нова надія». Розробники вважали, що під час створення персонажа його характеристики не повинні бути суворо визначені рамками. Також вони не хотіли, щоб Старкіллер був однозначно негативним героєм. Щоб збалансувати його характер, використовувалися стосунки з іншими дійовими особами, при цьому розробники намагалися максимально приховати інформацію про минуле Марека. Персонажу спробували зробити малоемоційним, зменшивши його участь у діалогах і зовні виконати сцени так, щоб гравець міг розповісти, як Старкіллер почував себе . Розробники спробували показати, що Ґален Марек також міг би належати оригінальній трилогії «Зоряних воєн», зробивши те, що відбувається в грі, швидше, а події інтенсивними. В інтерв'ю з генеральним продюсером серії The Force Unleashed Хейденом Блекменом, опублікованому в газеті The Guardian, було сказано, що більшість тестових гравців вважали: персонаж повинен повністю викупити свою провину до закінчення гри.
Старкіллер отримав свій голос і риси обличчя від американського актора Сема Вітвера . За словами Блекмена — його співробітники сильно сумнівалися щодо Вітвера, але він все одно був кращим за інших кандидатів: «він уже проник у розум персонажа». Для створення зовнішності Марека була використана технологія motion capture. Хейден Блекмен назвав це новим підходом у LucasArts. Він також порівнює Сема з Біллом Наї, який зіграв Дейві Джонса в серії фільмів «Пірати Карибського моря». Сем Вітвер не лише дав персонажу зовнішню подібність, а й вклав у нього нові ідеї, а також відчуття людяності. Вітвер також повідомив, що не проти повернутися до ролі Старкіллера у майбутньому.
Під час проєктування Зоряні Війни: Сила Нездоланна II розробники збиралися замінити основного персонажа серії іншого «користувача сили» або будь-якого персонажа із всесвіту «Зоряних воєн» . Але зрештою вирішили залишити Ґалена Марека як протагоніста, оскільки сильно до нього прив'язалися і хотіли показати більше історій про персонажа і побудувати франшизу навколо нього. Блекмен прокоментував повернення Старкіллера зі світу мертвих так: «все набуло сенсу і стало на свої місця». Розробники намагалися зробити The Force Unleashed більш зосередженим на головному герої, акцентуючи увагу на пошуку Старкіллер своєї справжньої особистості.

## Характеристика
Сем Вітвер, IGN
За словами Вітвера, він бачить персонажа, що складається з кількох частин, взятих у різних дійових осіб: «дві частини Хана Соло, одна частина Дарт Мола, одна Індіана Джонса… і основна частина його складається з Люка Скайвокера», зазначаючи, що «за всім цим повинен ховатися цей хлопчина з широко розплющеними очима, який намагається з'ясувати, що, чорт візьми, робити». За словами Вітвера, характер і особистість Марека залежать від того, з ким він спілкується і в яких обставинах перебуває. Також він назвав його справді цікавим хлопцем. Незважаючи на те, що на початку першої частини гри він виступає як злодій, Блекмен назвав його людиною, яка зазнала втрати в дитинстві.
Хейден Блекмен помітив, що в першому Force Unleashed Старкіллер був мисливцем, тоді як у другій частині — втікачем. Метт Філбрендт, один із продюсерів The Force Unleashed II, розповідав, що Ґален Марек у другій частині гри намагається знайти відповіді на те, хто він і що це означає: бути людиною.

## Поява
Старкіллер дебютував поза всесвітом Зоряних Війн. Перша поява персонажа відбулася у грі Soulcalibur IV. Як Дарт Вейдер та Йода — він є запрошеним персонажем . У цій грі він відомий лише під ім'ям «Учень». За сюжетом гри: Марека відправляють із завданням досліджувати розкол у просторі, який постійно розростається. Учень проходить через розкол і опиняється у всесвіті Soulcalibur. Після перемоги над Алголом, він повертається до Вейдер без душ (Edge і Calibur), вважаючи їх марними. За непокору Старкіллера Вейдер карає його, застосувавши ядуху Сили, через що Учень дістає світловий меч і готується битися зі своїм учителем. Старкіллер також з'являється в Star Wars: Visions of the Blade, нескінченному коміксі — кросовері, який зосереджується на об'єднанні всесвітів Soulcalibur і Зоряних Війн.
У відеогрі, як і в адаптаціях роману і коміксів, Дарт Вейдер посилає свого учня вбивати джедаїв, які змогли пережити Велике винищення (подія, зображена в третьому епізоді). Спочатку існування Старкіллера зберігається в таємниці, але після того, як його знайшов Імператор, Вейдер відсилає його знайти ворогів Імперії і об'єднати їх. Пізніше Лорд Вейдер зраджує свого учня і намагається вбити тих, хто встиг об'єднатися проти Імперії, але Марек жертвує своїм життям заради повстанців і стає мучеником для них. Під час своїх завдань Ґален закохується у Джуно Екліпс — пілота Імперії. Якщо гравець вибирає не канонічну кінцівку, то Старкіллер намагається вбити Вейдера замість Імператора, але програє бій і стає рабом, одягненим у обладунки, аналогічні обладункам Дарта Вейдера. «Лорд Старкіллер» з'являється в цьому костюмі на додаток до Ultimate Sith Edition, який продовжує шлях темної сторони як історія "Що якби? ". Однак канонічною вважається друга кінцівка — кінцівка світлої сторони, яка використовувалася в адаптації роману та сиквелі гри.
За сюжетом сіквела коміксів, роману та відеоігри — протагоністом є клон Ґалена Марека. Клона переслідують бачення у вигляді спогадів справжнього Старкіллера. Після втечі з Каміном, Старкіллер вирушає на пошуки відповіді на запитання: хто він і своєю коханою Джуно Екліпс, яку викрав Дарт Вейдер. У грі, як і в попередній, є дві кінцівки. Якщо гравець вибирає світлу сторону, то Старкіллер перемагає Вейдера, але щадить і полонить його, також рятує Джуно. Однак, якщо гравець вибирає темну сторону, не канонічну, Старкіллер намагається добити Вейдера, але його зупиняє і вбиває інший успішно натренований клон. «Темний клон» з'являється в контенті, що додатково завантажується, дії якого відбуваються на Ендорі.
Старкіллер з'являється в грі Lego Star Wars III: The Clone Wars під ім'ям «Учень Вейдера», як прихований персонаж. Щоб його відкрити, потрібно зібрати всі міні-набори на рівні «Захисники світу».

## Критика та відгуки

У неканонічній, «темній» кінцівці гри The Force Unleashed — Старкіллер став учнем Імператора. Цей редизайн був використаний як додаток Ultimate Sith Edition. GamesRadar розкритикував Лорда Старкіллера, назвавши його Вейдером з шоломом Боба Фетта

UGO Networks поставив персонажа на 50-е місце в топ персонажів Зоряних Війн розширеного всесвіту. Джессі Шеден назвав появу Старкіллера в Soulcalibur IV другим найкращим запрошеним персонажем у серії: «Історія Soulcalibur IV про дихотомію добра і зла, зіпсованості та спокутування… Старкіллер — це темний джедай, який перебуває на роздоріжжі. Він може або служити своєму господареві і взяти контроль над галактикою, або втекти і вирушити на пошуки своєї долі», пізніше він додав Старкіллера до списку персонажів, які могли б брати участь у сучасному файтинг. Кріс Буфа поставив персонажа на 24 місце у списку ігрових красенів, заявивши, що «ніхто не зрівняється з цим поганим хлопчиком». Джессі Шеден назвав Старкіллера одним із найперспективніших персонажів, які з'явилися восени 2008 року. Після релізу The Force Unleashed Роберт Воркмен з GameDaily назвав персонажа одним зі своїх улюблених у відеоіграх по Зоряним війнам. Буфа помістив Старкіллера в топ персонажів-зрадників. Джессі Шеден назвав Старкіллера одним з найкращих акторів відеоігор: «Він вивільнив Силу так, як нам ніколи не показували у фільмах, і зрештою подарував надію далекій, далекій галактиці».
UGO Networks оцінив роботу Сема Уітвера в образі Марека та записав його до списку 11 знаменитих акторів озвучування у відеоіграх . Кріс Буфа поставив Старкіллера на 19-е місце у списку 25-ти антигероїв, де прокоментував: «Думка про те, що він прорізав собі шлях через хороших хлопців як Сітх — наповнила нас вбивчою веселістю», також він похвалив персонажа за перехід на світлу сторону. Джессі Шеден вважав історію персонажа «хорошої та завершеної», і висловив думку, що його поява в майбутньому телесеріалі про Зоряні Війни було б небажаним. На сайті IGN Старкіллер у голосуванні «Улюблений персонаж зоряних воєн» отримав 10 місце від читачів. Пізніше, IGN поставили персонажа на 34 місце у цьому списку . На сайті GameSpot у голосуванні «Найкращий персонаж відеоігор усіх часів» Учень (як він представлений у Soulcalibur IV) програв у першому ж раунді проти Ніко Белліка, персонажа з Grand Theft Auto IV — Старкіллер отримав 44,9 % голосів . Читачі журналу Game Informer поставили Ґалена Марека на 17 місце у топі персонажів відеоігор .
Денис Гундоров, редактор журналу «Найкращі комп'ютерні ігри» розкритикував появу Старкіллера в класичній трилогії (неканонічній кінцівці), хоча також зазначив, що такий результат подій збігається з догматичним правлінням сітхів. Кирило Токарєв, також редактор з «ЛКІ», після виходу Force Unleashed II назвав його надто сильним персонажем. Він порівнює силу Марека з Кратосом із серії God of War і натякає на його перевагу над Кайлом Катарном — персонажем розширеного всесвіту Зоряних Війн. Рецензент веб-сайту Absolute Games Володимир Павлов похвалив гардероб персонажа: «за прикидом на кожну відвідану планету, крім бонусних перевтілень» та його бойові навички, зокрема володіння мечем та здібності до навчання. У своєму огляді, в журналі «Ігроманія», Роман Єпішин позитивно оцінював його навички володіння Силою та світловим мечем. Ольга Крапивенко, оглядач ресурсу 3DNews Daily Digital Digest, називала Старкіллера ідеальним убивцею. Непохитний, рішучий і гордий за вдачею, він боровся не на життя, а на смерть. Описуючи його як холоднокровного, жорстокого і вправного воїна, вона заявляла, що тільки завзята праця розвинула його здібності і лише віроломна зрада призвела персонажа до загибелі.

## Пов'язана продукція
Hasbro випустило безліч екшен-фігурок Ґалена, разом з рештою персонажів із серії Star Wars: The Force Unleashed. Лего версія Старкіллера була випущена як одна з трьох фігурок у наборі Rogue Shadow.